# Instagram
O Instagram é uma rede social online de compartilhamento de fotos e vídeos entre os seus usuários, que permite aplicar filtros digitais e compartilhá-los em uma variedade de serviços de redes sociais, como Facebook, Twitter, Tumblr e Flickr. Originalmente, uma característica distintiva era a limitação das fotos para uma forma quadrada, semelhante ao Kodak Instamatic e de câmeras Polaroid, em contraste com a relação a proporção de tela de 16:9 tipicamente usada por câmeras de dispositivos móveis. Contudo, desde a versão 7.5, lançada em agosto de 2015, podem ser enviadas mídias em qualquer proporção. Os vídeos foram permitidos na rede em junho de 2013, com um limite de 15 segundos e uma resolução fixa de 640x640; desde julho de 2015, permite-se o envio de vídeos em 1080p, e pode-se também publicar gravações de até 60 segundos, desde janeiro de 2016.
O Instagram foi criado pelo americano Kevin Systrom e pelo paulista Mike Krieger e lançado em fevereiro de 2010. O app originalmente se chamava Burbn, e era possível fazer fotos, check-ins e planos para o final de semana. O programa atraiu investimentos de US$ 500 mil, e em outubro de 2010 foi renomeado para Instagram. Com isso, passou a focar na funcionalidade de aplicar filtros às imagens e tornou-se uma rede social de fato. O serviço rapidamente ganhou popularidade, com mais de 100 milhões de usuários ativos em abril de 2012. O Instagram é distribuído através da Apple App Store e Google Play. O suporte foi originalmente disponível apenas para o iPhone, iPad e iPod Touch; em abril de 2012 foi adicionado suporte para Android's com câmera. Aplicativos de terceiros do Instagram estão disponíveis para BlackBerry 10 e dispositivos Nokia Symbian. Em 22 de outubro de 2013, durante o Nokia World em Abu Dhabi, Emirados Árabes Unidos, Kevin Systrom confirmou que o app oficial do Instagram estaria disponível nas próximas semanas para o Windows Phone e Windows 10 Mobile. Em 21 de novembro de 2013, o oficial Instagram Beta para Windows Phone foi lançado para o Windows Phone 8 permitindo que o usuário do Windows Phone obtenha um acesso mais rápido aos serviços do Instagram, embora o aplicativo ainda esteja em desenvolvimento com a falta de gravação de vídeo e captura de imagem por meio de aplicativo. O serviço foi adquirido pelo Facebook em abril de 2012 por cerca de 1 bilhão de dólares em dinheiro e ações.
Grandes celebridades poderiam ser patrocinadas para fazer uma foto promovendo um produto. Kylie Jenner chegou a cobrar US$ 1 milhão, enquanto as celebridades deveriam avisar que foram pagas para que o público ficasse ciente que estão fazendo propaganda.
Em 2022, o Instagram ficou em 16º lugar no ranking das marcas mais valiosas do mundo desenvolvido pela Interbrand.

## Empresa

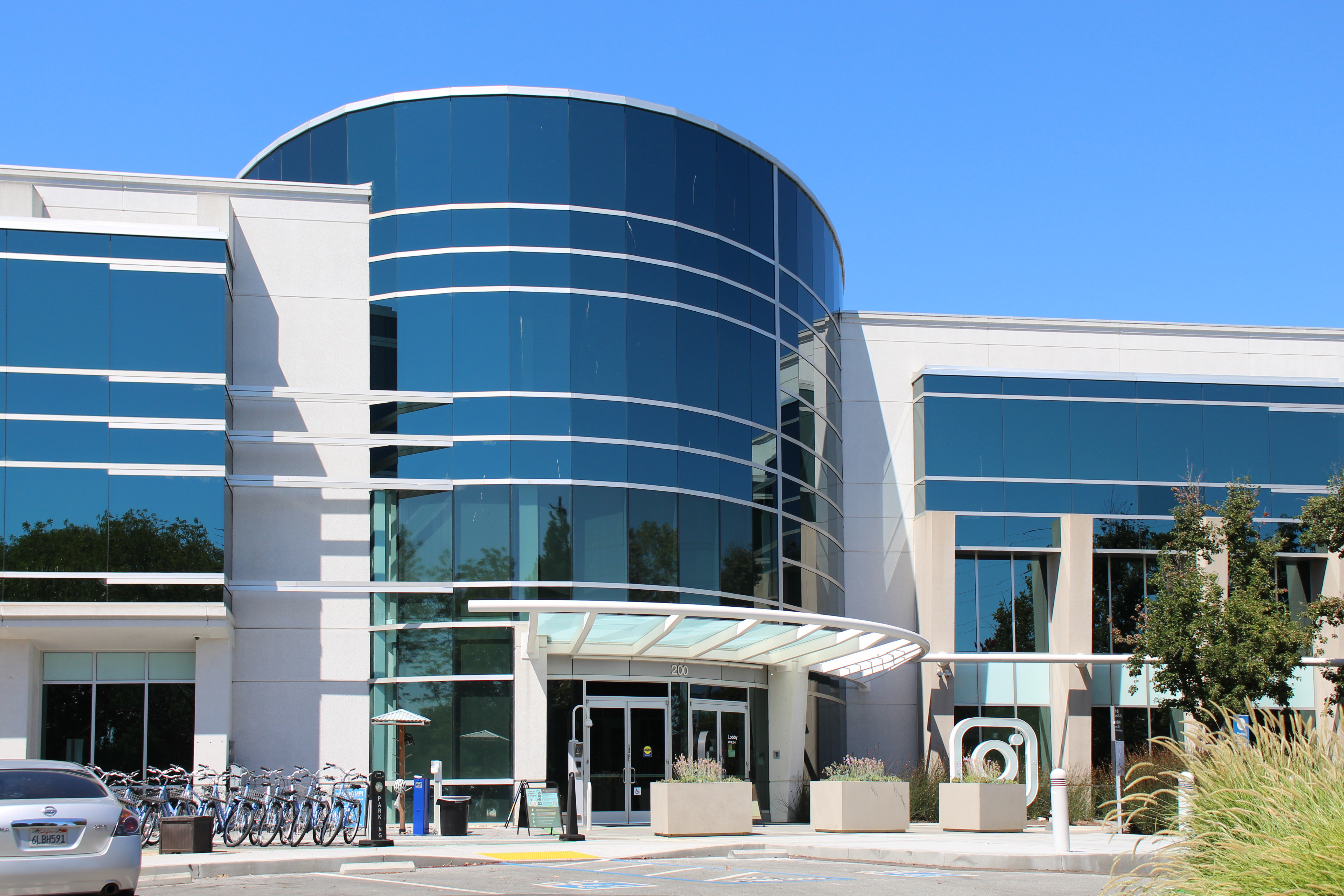
Sede do Instagram em Menlo Park, Califórnia

A empresa desenvolvedora do aplicativo foi aberta por Kevin Systrom filho de um magnata dos Estados Unidos e Mike Krieger, nascido em São Paulo, filho de um bem sucedido empresário do ramo de bebidas destiladas, também desenvolvedores do software, com aporte de US$ 500 mil levantado por Kevin. A empresa não havia recebido financiamentos de terceiros até fevereiro de 2011, quando anunciou que estaria recebendo US$ 7 milhões em aporte financeiro proveniente de inúmeros investidores, incluindo Benchmark Capital, Jack Dorsey, e D'Angelo Adam. A empresa ainda não declarou como pretende tornar rentável o seu produto, embora tenha deixado implícita a possibilidade de futuramente implementar publicidade paga.
Em novembro de 2010, Dan Frommer, da Business Insider, afirmou que o Instagram era o desenvolvedor de aplicativos para iPhone mais "promissor", até o momento.
Em setembro de 2011, o Instagram já tinha conquistado quase quatro milhões de usuários, possuindo uma equipe de apenas quatro funcionários.
No dia 3 de abril de 2012, o Instagram disponibilizou o seu aplicativo para a plataforma Android, do Google. Um dia depois, o Instagram para Android atingiu cerca de um milhão de downloads no Google Play. A disponibilidade do aplicativo para outras plataformas gerou descontentamento por parte de alguns consumidores. Na mesma semana, o Instagram levantou US$ 50 milhões do capital de risco para uma parcela da empresa que valorizava em US$ 500 milhões. Nos próximos três meses, o Instagram foi avaliado mais de 1 milhão de vezes no Google Play que foi o quinto app a atingir 1 milhão nas avaliações no Google Play americano. Já no dia 9 de abril, o Facebook adquiriu o Instagram por aproximadamente 1 bilhão de dólares.
Em julho de 2012, o Instagram chegou aos 80 milhões de utilizadores em todo o mundo.
Em fevereiro de 2013 o Instagram chegou a 100 milhões de utilizadores no mundo, sendo publicadas fotos inclusive da isolada Coreia do Norte.
Além do Instagram para os sistemas operacionais Android e iOS, a Microsoft anunciou no evento Nokia World, no dia 22 de outubro de 2013, que o aplicativo oficial do Instagram estaria disponível para a plataforma do Windows Phone 8 nas próximas semanas, o aplicativo foi disponibilizado para todos no dia 20 de novembro de 2013 na versão beta.
Em outubro de 2015, a empresa lançou o 'Boomerang', aplicativo para transformar as imagens em mini vídeos. Com o aplicativo, o usuário pode capturar dez fotos em sequência e criar um vídeo curto e em looping, semelhantes aos GIFs.

### From Facebook
Em 2019, após algumas reformulações dentro do Facebook, seus produtos tais como: WhatsApp, Oculus, Messenger e o próprio Instagram, passaram a utilizar um subtítulo "From Facebook", tanto na Play Store (do Google), como na App Store (da Apple). A mudança também é percebida ao iniciar um dos apps.

## Funcionalidades

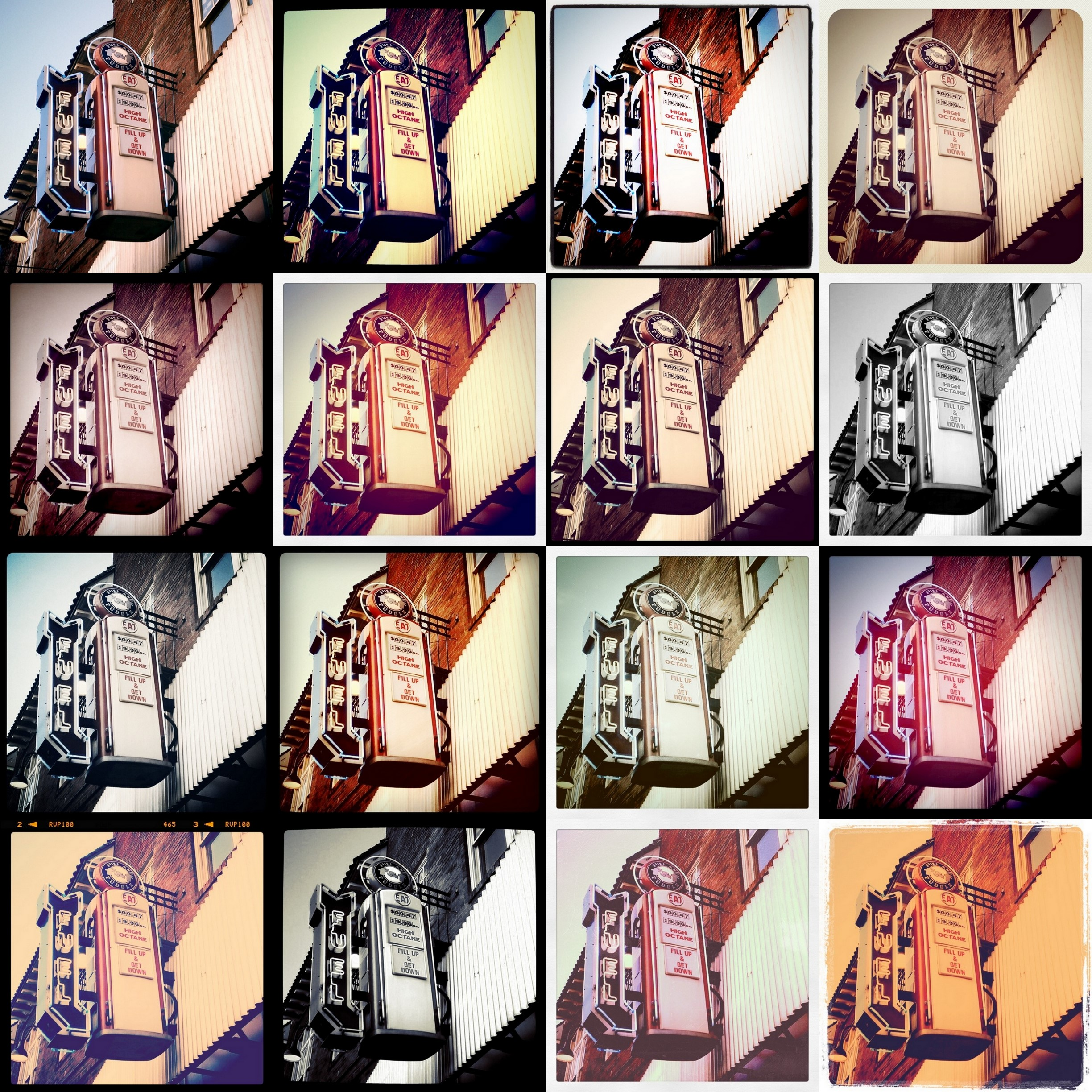
Colagem de uma imagem modificada com a aplicação de 15 diferentes filtros

Quando a aplicação de fotografia Instagram ficou disponível para Android, o seu uso e popularidade aumentaram consideravelmente.
O Instagram, como aplicativo e rede social, teve recentemente o seu conteúdo expandido para além destes sistemas móveis estando agora disponível também em computadores pessoais, nomeadamente com sistema operativo Windows.
Tal fato foi possível por meio de uma aplicação para Windows designada Instagrille, que foi desenvolvida pela empresa SweetLabs que visa a criação de software e aplicações em HTML5 através da aplicação designada Pokki.
Em junho de 2013, o Instagram lançou oficialmente o suporte a vídeos com 15 segundos de duração. São 13 opções de filtros desenvolvidos especialmente para a nova função.
No ano de 2013 a plataforma completou três anos e outras inovações do Instagram surpreenderam: nova opção de edição de correção de ângulos, melhora da ferramenta para web e anúncios no feed dos usuários.
Em setembro de 2015, o Instagram liberou a ferramenta de Instagram Ads para todos os usuários. Os anúncios são criados por uma plataforma dentro do Facebook e são de 3 tipos: cliques no site, visualização de vídeo e envolvimento com aplicativo.
Em agosto de 2016, o Instagram lançou uma ferramenta chamada "snapgram" ou "instastories", função parecida com o Snapchat, em que qualquer usuário pode enviar vídeo ou foto de 10 segundos, que fica disponível por 24 horas ao clicar na foto de perfil.
Em dezembro de 2017, o Instagram aprimora o seu buscador, e faz com que os seus usuários tenham buscas mais rápidas e relacionadas aos seus interesses. Essas escolhas são definidas conforme a interação dos seus usuários por meio de pessoas seguidas, seguidores, hashtag's e localidades. Também é adicionado aos usuários de forma automática sugestões conforme a sincronização com o Facebook, Microsoft Exchage, Outlook e Agenda de contatos do seu smartphone.
Em junho de 2018, o Instagram lançou o IGTV, um aplicativo para vídeos mais longos, abrindo assim uma disputa com o YouTube para atrair criadores de vídeos.
Em 1º de março de 2022, a Meta anunciou o encerramento do IGTV, devido ao seu foco no Instagram Reels. O aplicativo foi removido das lojas de aplicativos em meados de março, e todos os vídeos do IGTV foram então mesclados ao aplicativo do Instagram.
Em 5 de julho de 2023, a Meta Platforms lançou o Threads, serviço de rede social conectado ao Instagram que permite aos usuários fazer postagens curtas com textos, fotos e vídeos, bem como conversar com outros usuários e republicar as publicações de outras contas. O Threads é um concorrente do Twitter.

## Polêmica
Em 18 de dezembro de 2012, o Instagram modificou o seu contrato de adesão. Entre outras alterações, poderia passar a vender fotos de usuários para fins comerciais ou publicitários, sem que o autor da foto desse outro consentimento ou recebesse compensação financeira.
Face às reações de indignação de usuários, principalmente nos Estados Unidos, o Instagram retrocedeu, corrigindo a redação do contrato em 21 de dezembro de 2012. Ainda assim, a base de usuários caiu de 16,4 milhões para 12,4 milhões, entre 19 e 27 de dezembro.

## No Brasil
O Instagram é bastante popular entre os brasileiros que têm acesso à internet. Desde 2015, a presença de brasileiros na plataforma é maior do que a média global — naquele ano, 55% dos usuários de internet estavam presentes na rede social de fotografias, mais do que a média global de 32%. Em 2016, esse número subiu para 75%, mais do que os 42% da média global do mesmo ano. Segundo especialistas, um dos motivos para a grande presença de brasileiros em mídias sociais e aplicativos como o Instagram é a combinação de um país bastante social com uma crescente penetração de smartphones no Brasil. Curiosamente, não se trata apenas de uma rede social utilizada pelos jovens — 57% dos usuários brasileiros de internet na faixa dos 55 aos 65 anos também usam o Instagram.